# موريس إيوينغ
موريس إيوينغ (بالإنجليزية: Maurice Ewing)‏ هو عالم زلازل ‏ أمريكي، ولد في 12 مايو 1906 في مقاطعة فلويد في الولايات المتحدة، وتوفي في 4 مايو 1974 في غالفستون في الولايات المتحدة.

## وصلات خارجية
- موريس إيوينغ على موقع الموسوعة البريطانية (الإنجليزية)